# انادر ورلد انترتینمنت
اَنادر وُرلد اِنترتینمنت (انگلیسی: Another World Entertainment؛ ترجمهٔ تحت‌اللفظی: شرکت سرگرمی دنیای دیگر) یا به اختصار AWE یک شرکت پخش ویدیوی خانگی دانمارکی و پلتفرم ورزشی است.
این شرکت در ژانویه ۲۰۰۶ تأسیس شد و توزیع‌کننده‌ای برجسته و پیشگام در زمینهٔ آثار سینمایی بر روی دی‌وی‌دی و اخیراً دیسک بلوری بوده‌است. این شرکت بیشتر در زمینه انتشار فیلم‌های ترسناک فعالیت داشته و چندین فیلم خون‌آشامی، فیلم زامبی و آدم‌خواری منتشر کرده‌است. با این حال، ژانرهای دیگری چون درام، کمدی، علمی تخیلی، مهیج، اکشن و وسترن نیز توسط این شرکت بر روی دی‌وی‌دی و بلوری عرضه شده‌است.